# Малоско
Малоско (итал. Malosco) — коммуна в Италии, располагается в провинции Тренто области Трентино-Альто-Адидже.
Население составляет 399 человек (2008 г.), плотность населения составляет 66 чел./км². Занимает площадь 6 км². Почтовый индекс — 38013. Телефонный код — 0463.
Покровительницей коммуны почитается святая Фёкла Иконийская, празднование 24 сентября.

## Демография
Динамика населения:

## Администрация коммуны
- Официальный сайт: http://www.comune.malosco.tn.it/